# Josef Masopust
 (juin 2015).

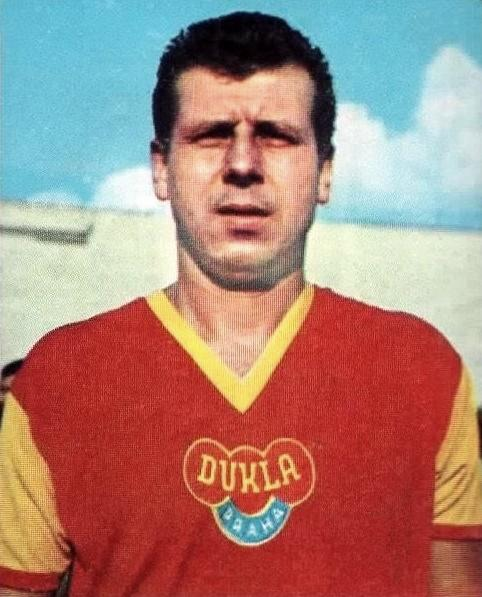
Joseph Masopust en 1967.

Josef Masopust, né le 9 février 1931 à Střimice et mort le 29 juin 2015 à Prague, est un footballeur international et entraîneur de football tchécoslovaque puis tchèque. Finaliste de la Coupe du monde 1962 avec la sélection tchécoslovaque, il remporte à la fin de l'année le Ballon d'or récompensant alors le meilleur joueur européen.

## Carrière
Josef nait à Střimice (et non à Most), village de Bohême qui sera rasé au début des années 1960 pour développer l'exploitation de la mine de charbon. Josef Masopust est l'aîné de six enfants. Son père est mineur et sa mère au foyer. En 1945, il intègre le Uhlomost Most, le club de la mine, ou il s'impose rapidement dans l'équipe cadets puis gravit tous les échelons jusqu'en 1950.

### Le joueur

#### Vodotechna Teplice
Puis en 1950, il passe sous les couleurs de Teplice. Pour son premier match avec sa nouvelle équipe, il marque un but contre Zilina (7-1). Mais au bout de deux ans, il est déclaré « bon pour le service ». Il est donc enrôlé par le Dukla, le club de l'armée, alors baptisé ATK Prague. Il y effectuera le reste de sa carrière de joueur en Tchécoslovaquie, jusqu'en 1968.

#### Dukla Prague
Pour sa première saison avec son nouveau club, il obtient son premier titre de champion de Tchécoslovaquie en 1953.
L'année suivante, il obtient sa première sélection en équipe de Tchécoslovaquie, lors d'un match contre la Hongrie, qui se solde par une cinglante défaite (4-1). Josef Masopust devra attendre dix-huit mois avant de réintégrer la sélection pour un match contre le Brésil à Prague. Le 18 décembre 1954, il se marie avec Viera. De leur union naîtront deux enfants : un garçon, Antonin, en 1955, et une fille, Ivana, l'année suivante.
Le 20 mai 1956, quelques jours après avoir humilié la Suisse (6-1) à Genève, la Tchécoslovaquie obtient un succès historique sur la Hongrie (4-2) à Budapest, à l'occasion de la quatrième sélection de Masopust. En août, la sélection domine le Brésil (1-0), à Rio. En club, il obtient son deuxième titre de champion de Tchécoslovaquie à l'issue de cette saison 1955-1956.
Le 5 juin 1958, malgré un carton (6-1) contre l'Argentine lors du dernier match du groupe 1, Masopust et la Tchécoslovaquie, devancés par l'Allemagne fédérale et l'Irlande du Nord, ne passent pas le premier tour de la Coupe du monde en Suède. En club, il est à nouveau champion de Tchécoslovaquie lors de cette saison 1957-1958 et ce pour la troisième fois.
En février 1959, après un mois au Costa Rica, le Dukla Prague participe à un tournoi au Mexique au cours duquel il bat (4-3) le Santos FC de Pelé et Zito.
Le 9 juillet 1960, il contribue à la victoire (2-0) de la Tchécoslovaquie sur la France, à Marseille, lors de la finale pour la troisième place du premier Euro. En demi-finale, Masopust et les Tchécoslovaques subissent la loi (3-0) des Soviétiques, futurs vainqueurs.
En juin 1961, il obtient son premier doublé coupe-championnat avec le Dukla Prague. L'année suivante, le club militaire de Prague conserve son titre de champion mais s'incline en finale de la coupe. Il réussira un autre doublé en 1965-1966.
Le 17 juin 1962, en finale de la Mondial 62, un remarquable appel en profondeur suivi d'un tir parfaitement ajusté lui permet d'ouvrir le score face au Brésil. Mais les Tchécoslovaques s'inclinent finalement 3-1. Le 18 décembre 1962, il obtient le Ballon d'or France Football.
En 1962, en 1963, en 1964 et en 1966, il remporte à nouveau le championnat de Tchécoslovaquie avec le Dukla Prague. En Coupe des clubs champions européens, lui et son club atteignent les quarts-de-finale en 1962, en 1963 et en 1964, puis les demi-finales en 1967.
Le 18 mai 1966, sa 63e et dernière apparition pour la équipe de Tchécoslovaquie est sa première à se conclure par un revers, 1-2, devant l'URSS, à Prague. En 63 sélections il aura inscrit 10 buts.
En juin 1968, en récompense des nombreux services rendus au Dukla Prague, il est autorisé à monnayer son départ à l'étranger. À 37 ans, il trouve preneur en Belgique, au Crossing Molenbeek, où il restera deux saisons.

### L'entraîneur
En 1973, il devient entraîneur du Dukla Prague, pour trois saisons. Mais en juillet 1976, il est évincé de la direction technique du club. Il accepte alors le poste d'entraîneur du Zbrojovka Brno, qu'il conduira en juin 1978 à son premier titre de champion de Tchécoslovaquie.
En juillet 1980, il revient en Belgique pour entraîner Hasselt, un club de deuxième division qui aspire à l'élite. Il y restera quatre ans.
Le 5 septembre 1984, il dispute son premier match en tant que sélectionneur. Il connaît le succès, 1-0, sur la Grèce, en amical à Athènes. Mais la sélection nationale ne se qualifie pas pour le Mondial 86, au Mexique.
Le 11 novembre 1987, malgré une victoire sur le Pays de Galles, la Tchécoslovaquie ne se qualifie pas pour l'Euro 88. Josef Masopust est débarqué du poste de sélectionneur.
Après trois ans à Jakarta, où il était responsable de l'équipe olympique d'Indonésie, il rentre à Prague. Sollicité de toute part, il donne d'abord un coup de main à Brno.
Puis il accepte le poste de conseiller technique du Pelikán Děčín, en troisième division, mais il se retrouve rapidement aux commandes après l'éviction de l'entraîneur.
En mai 1996, après deux saisons et demie à la tête de l'équipe de Děčín, il arrête définitivement d'entraîner. 
Josef Masopust est élu « meilleur joueur tchèque du XXe siècle » et possède depuis 2012, une statue de lui-même devant le stade du Dukla Prague. Josef Masopust meurt le 29 juin 2015 à Prague, des suites d'une longue maladie,.

## Palmarès joueur

### En club
- Champion de Tchécoslovaquie en 1953, en 1956, en 1958, en 1961, en 1962, en 1963, en 1964 et en 1966 avec le Dukla Prague
- Vainqueur de la Coupe de Tchécoslovaquie en 1961, en 1965 et en 1966 avec le Dukla Prague
- Finaliste de la Coupe de Tchécoslovaquie en 1962 avec le Dukla Prague

### EnÉquipe de Tchécoslovaquie
- 63 sélections pour 10 buts entre 1954 et 1966[3]
- Participation à la Coupe du Monde en 1958 (Premier Tour) et en 1962 (Finaliste)
- Participation au Championnat d'Europe des Nations en 1960 (3e)

### Distinctions individuelles
- Élu Ballon d'Or en 1962
- Élu meilleur joueur tchécoslovaque de l'année en 1966
- Membre de l'équipe-type du Championnat d'Europe des Nations en 1960
- Membre de l'équipe-type de la Coupe du Monde en 1962
- Élu parmi les Joueurs en or de l'UEFA en 2004
- Membre du FIFA 100 en 2004

## Palmarès entraîneur
- Champion de Tchécoslovaquie en 1978 avec le FC Brno